# SS501 형준, 프로게이머 되다
《SS501 형준, 프로게이머 되다》는 MBC 게임의 예능 프로그램이다. SS501의 김형준이 프로게이머가 되는 내용을 담은 프로그램이다. MBC게임 히어로의 서경종이 주로 코치를 했다. 3회 방송에선 20대 초반 남녀 시청률 1위에 오르기도 하였다.